# Лентре
Лентре́ (фр. Leintrey) — коммуна во французском департаменте Мёрт и Мозель региона Лотарингия. Относится к  кантону Бламон.	

## Географическое положение
Лентре расположен в 45 км к востоку от Нанси. Соседние коммуны: Ксус и Ремонкур на севере, Амнонкур на востоке, Отрепьер и Гондрексон на юго-востоке, Рейон и Вео на юге, Амбермениль на западе.
Коммуна расположена в конце живописной долины, проходящей с севера на юг и граничащей с коммунами Рейон, Блемре, Вео и Домжевен. Долина примыкает под прямым углом к главной долине Везузы.

## История
Будучи расположен в правой долине Везузы, Лентре в своей истории постоянно оказывался на пути вражеских вторжений. Деревня сильно пострадала в войне 1870 года и в обеих мировых войнах. После Первой мировой войны из всей деревни сохранилось лишь два дома. 	

## Демография
Население коммуны на 2010 год составляло 161 человек.
| 1962 | 1968 | 1975 | 1982 | 1990 | 1999 | 2010 |
| ---- | ---- | ---- | ---- | ---- | ---- | ---- |
| 210  | 240  | 209  | 175  | 161  | 136  | 161  |